# Epimyrma stumperi
Epimyrma stumperi är en myrart som beskrevs av Heinrich Kutter 1950. Epimyrma stumperi ingår i släktet Epimyrma och familjen myror. IUCN kategoriserar arten globalt som sårbar. Inga underarter finns listade i Catalogue of Life.